# Садок (Тверська область)
Садок (рос. Садок) — селище в Торжоцькому районі Тверської області Російської Федерації.
Населення становить 31 особу. Входить до складу муніципального утворення Борисцевське сільське поселення.

## Історія
Від 2005 року входить до складу муніципального утворення Борисцевське сільське поселення.

## Населення
| 2010 |
| ---- |
| 31   |